# تعدد الصفات الظاهرية في الكائنات الحية

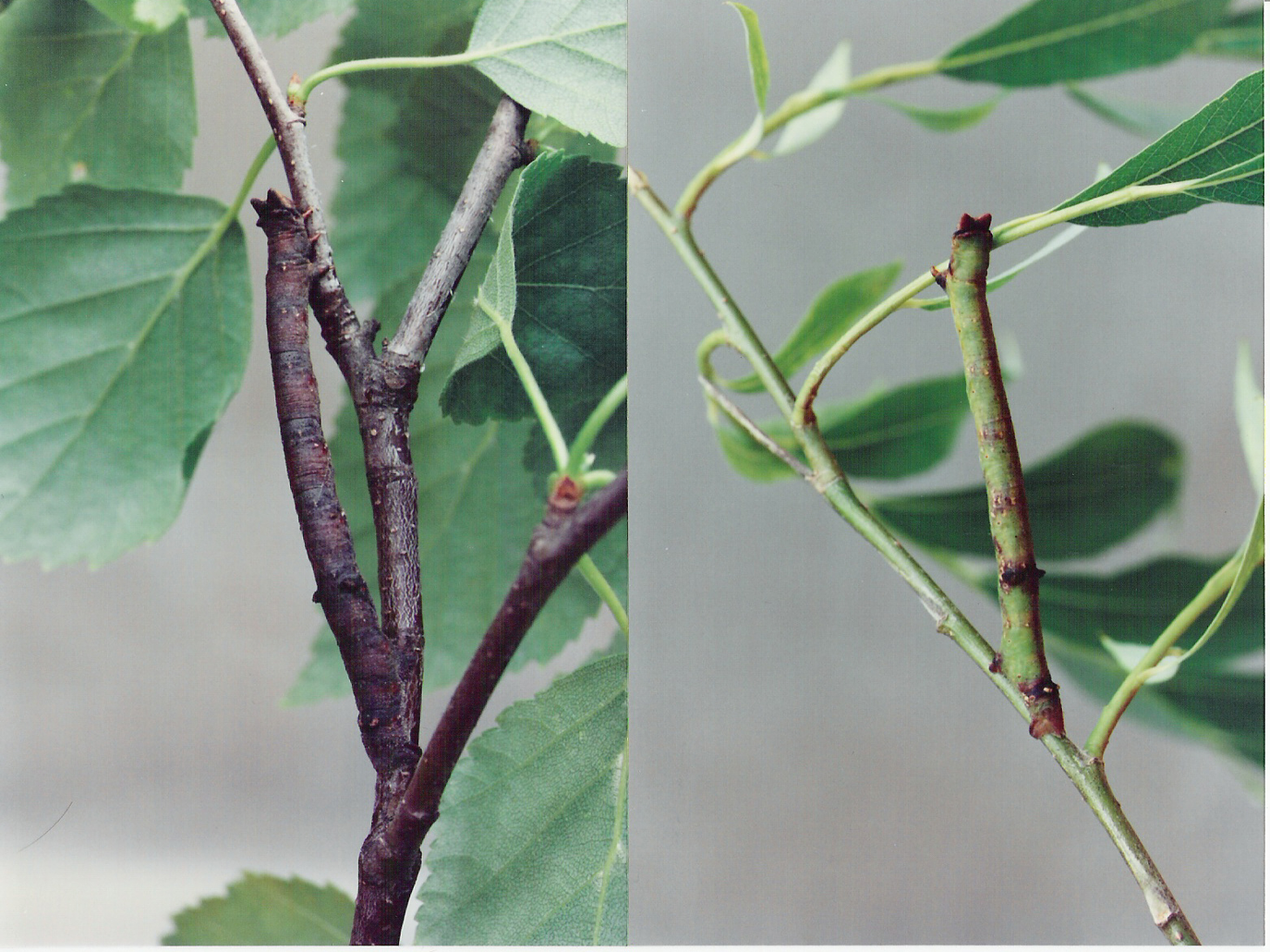
عثة مفلفلة caterpillars on birch (left) and willow (right), demonstrating a color polyphenism.

تعدد الصفات الظاهرية هو ظهور صفات شكلية متعددة من طراز جيني واحد كنتيجة لظروف بيئية مختلفة. لذلك هو يعد حالة خاصة من المرونة الظاهرية (الشكلية). هناك عدة أنواع لتعدد الصفات الظاهرية في الحيوانات، من تحديد الجنس بواسطة البيئة إلى أفراد النحل المخصبة وبقية الحشرات. بعض التعددات في الصفات الظاهرية تكون فصلية كما في الفراشات التي تمتلك أنماطا مختلفة على مدار السنة، وبعض الحيوانات القطبية مثلالأرانب البرية والثعالب القطبية، التي تكون بيضاء في فصل الشتاء الكائنات الأخرى تمتلك تعددا ظاهريا يتم تنشيطه بواسطة المفترسات أو بوجود مصدر للتعدد الظاهري، وهذا يسمح لهم استغلال التغيرات الحاصلة في بيئتهم.بعض الديدان الأسطوانية إما أن تتطور إلى ديدان بالغة أو تبقى يرقات مستقلة عن بيئتها وذلك يعتمد على توفر المصادر في بيئتها.

## التعريف
تعدد الصفات (الأنماط) الظاهرية هو آلية بيولوجية يتضمن ظهور أكثر من صفة ظاهرية للصفة واحدة، مثال فيالصراصير تعدد الصفات الظاهرية في تحديدالجنس، لذلك صفة الجنس في هذه الكائنات متعددة ظاهريا. عندما تظهر الصفات المتعددة ظاهريا في الوقت نفسه لموسم التزاوج العشوائي في الجماعة عندها يقارن بتعدد الأنماط الجينية. بالاعتماد على تعدد الصفات الظاهرية تغير الأشكال يعتمد على البيئة، أما إذا ما اعتمدنا على تغير الأنماط الجينية فإن تحديد الشكل يعتمد على الجينات. هاتان الحالتان شائعتان في المجموعات التي يكون تعدد الأشكال جزءا منها في أي وقت. هذا يختلف عن الحالات التي يكون فيها الشكل الواحد تابعا لشكل آخر على مدار السنة على سبيل المثال. وبشكل جوهري فإنّ الأخير هو طبيعي خلال مراحل تكون الكائن الحي حيث تكون الكائنات الصغيرة مختلفة عن البالغة بالأشكال والألوان والمواطن. الطبيعة المتمايزة للصفات الظاهرية المتعددة تمايز هذه الصفات عن غيرها من حيث الوزن والطول اللذان يعتمدان أيضا على العوامل البيئية لكن يتنوعان بشكل مستمر. عند وجود ظاهرة تعدد الصفات الشكلية فإن المنبه البيئي يجعل الكائن الحي يتطور ضمن مسار منفصل وهذا ينتج عنه أشكالا متميزة.لذلك فالاستجابة إلى المنبهات البيئية هو (الكل أو العدم). طبيعة هذه الظروف البيئية تتنوع بشكل واسع، وتتضمن المنبهات الفصلية مثل درجة الحرارة والرطوبة، المنبهات الفرمونية، المنبهات الكيميائية التي يطلقها الكائن الحي ويستجيب لها الآخر، والمنبهات الغذائية.

## الأنواع
تحديد الجنس 

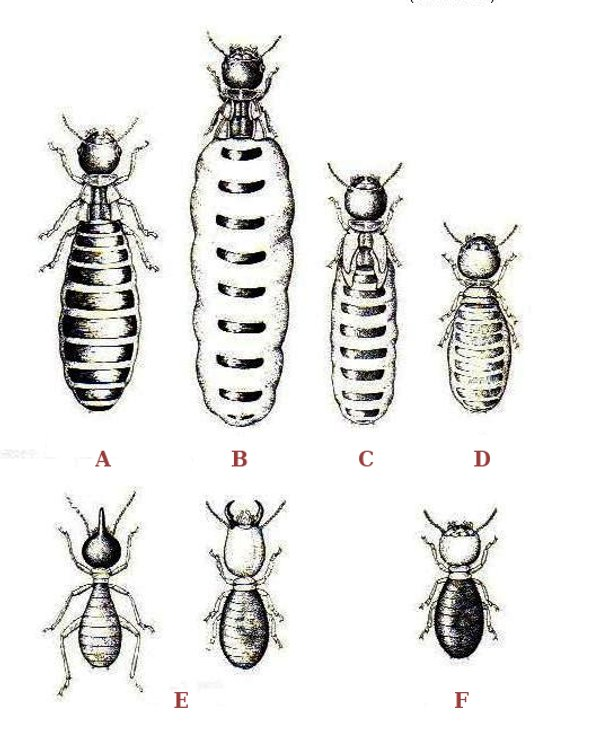
Polyphenism in أرضةs
A : Primary king
B : Primary queen
C : Secondary queen
D : Tertiary queen
E : Soldiers
F : Worker

تحديد الجنس المعتمد على تعدد الصفات الظاهرية يسمح للكائن الحي بالاستفادة من التكاثر الجنسي بينما يسمح بعدم تساوي نسبة الجنس.هذا مفيد للكائن الحي لأن نسبة الأنثى - الذكر الكبيرة تزيد القدرة الإنجابية. ومع ذلك، تحديد الجنس المعتمد على درجة الحرارة (كما في الصراصير) يحدد وجود هذا الجنس. وهذا يجعل الجنس حساس للأخطار الناتجة عن التغيرات الجوية. تحديد الجنس المعتمد على درجة الحرارة واحدا من الأسباب التي تفسر سبب انقراض الديناصورات.
الاعتماد السكاني وتحديد الجنس العكسي، يظهر في السمك الشفاف الأزرق، له قدرة أقل على الفشل، في السمك الأزرق ذكر واحد فقط يكون موجودا في الإقليم، اليرقات في الإقليم تتطور إلى إناث، والذكور البالغة لا تدخل نفس الإقليم. إذا مات الذكر تتطور إحدى الإناث في الإقليم إلى ذكر، لتحل محله. بينما يضمن هذا النظام وجود زوجا واحدا من الأزواج عند وجود حيوانين من نفس النوع، فإنّ هذا سيقلل التنوع الجيني في المجموعة، على سبيل المثال بقيت الإناث ضمن إقليم الذكر الواحد.

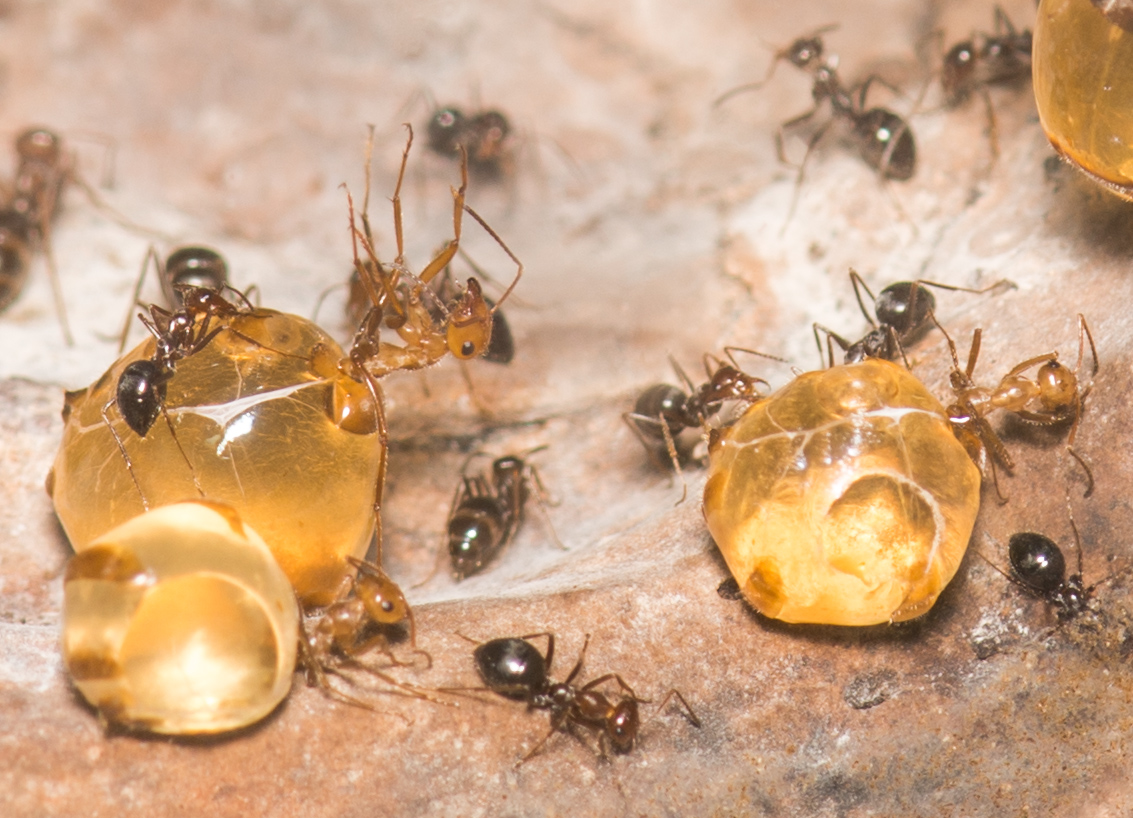
Insect castes: Replete and worker honeypot ants Myrmecocystus mimicus

الطوائف الحشرية 
```
نظام الطائفة 
فيالحشرات
 يسمح بوجود أعلى درجة من التنظيم الاجتماعي، قسم العمل بين الأفراد المتزاوجة وغير المتزاوجة. سلسلة من الصفات الظاهرية المتعددة تحدد تطور اليرقات إلى ملكات، عاملات، وفي بعض الأحيان إلى جنود. في حالة 
النمل
 من النوع 
P. morrisi، يجب على الجنين أن يتطور تحت ظروف حرارية معينة وفترات ضوئية حتى يصبح ملكة نشيطة تكاثريا، هذا يسمح بتنظيم موسم التزاوج لكن، كتحديد الجنس، يحدد انتشار النوع حسب ظروف مناخية معينة. في النحل، الغذاء الملكي الذي تنتجه العاملات يحدد نمو اليرقات إلى ملكات.يتم إنتاج الغذاء الملكي عندما تهرم الملكة أو تموت.هذا النظام لا يخضع كثيرا إلى الظروف البيئية، ويمتع الإنتاج غير الضروري للملكات.
```

 الفصلي 
تعدد التصبغات ظاهرة تكيفية للحشرات التي تخضع لعدة مواسم تزاوجية خلال السنة.التصبغات المختلفة تزود الحشرات بالتمويه المناسب خلال الفصول، كذلك يغير حفظ الحرارة مع تغير درجة الحرارة. لأنالحشرات تتوقف عن النمو بعد التفريخ، فأن نظام التصبغ غير متقلب في فترة البلوغ. لذلك فإن تعدد الصبغات ذو قيمة قليلة في الكائنات التي يعيش فيها الفرد البالغ أكثر من سنة. الطيور والثدييات مسؤولين عن تغيرات فسيولوجية عدة خلال مرحلة البلوغ، ويظهرون تغيرات مظهرية فصلية عكسية، كما في الثعلب القطبي الذي يتحول إلى الأبيض كنوع من التمويه الثلجي.
| Wet season | Dry season |
| ---------- | ---------- |
| upper side | upper side |
| underside  | underside  |

 المحفز عن طريق المفترس 
تعدد الصفات الشكلية المعتمد على تنبيه المفترس يسمح بتطور النوع إلى بطريقة تكاثرية ناجحة في غياب المفترس، لكن يفترض شكلا أكثر مقاومة، لكن هذا النظام يفشل إذا ما تطور المفترس بطريقة تمنع إنتاج المواد الكيميائية التي تجذب الفريسة. على سبيل المثال، يرقات الذباب التي تتغذى على برغوث الماء (Daphnia cucullata)j'gr l) تطلق مواد كيميائية تستطيع براغيث الماء تتبعها، عند تواجد يرقات الذباب، فإن براغيث الماء ينمو لها خوذ كبيرة تحميها من الافتراس.لكن عند غياب المفترس (يرقات الذباب) فإن البراغيث تنمو برؤوس صغيرة وهذا يجعلهم سباحون رشيقون.
 المصدرالغذائي 
الكائنات ذات الصفات الشكلية المعتمدة على المصادر الغذائية تظهر انماطا شكلية متمايزة بالاعتماد على استخدام الغذاء أو المصادر الأخرى. واحدة من الأمثلة ضفدع العلجوم الغربي، الذي يضاعف سعته التكاثرية في البحيرات الصحراوية المؤقتة.بينما يكون نمستوى الماء ضمن الحد الآمن تتطور هذه الضفادع بشكل بطيء على حساب الكائنات الأخرى في هذه البحيرات.ولكن عندما يكون مستوى الماء منخفضا، وخطر الجفاف ظاهرا، تطور هذه الضفادع شكلا ذو فم عريض وفك قوي، وهذا يسمح لهم باستخدام الفك في التفكيك.الضفادع ذات الفكوك تستقبل تغذية أفضل ويتغير بشكل أسرع لتجنب الموت عندما تجف البحيرة.من بين اللافقاريات، الديدان الاسطوانية من النوع Pristionchus pacificus، تمتلك إحدى الأشكال الذي تتغذى على البكتيريا بشكل أساسي، بينما الشكل الثاني يمتلك أسنانا كبيرة تسمح لها بالتغذي على الديدان الأسطوانية الأخرى، بما فيها المنافسات على الغذاء البكتيري.في هذا النوع منبهات المجاعة والتجمع عن طريق الديدان الأسطوانية الأخرى عندما تتحسس الفرمونات ينبه إشارة هرمونية التي تنشط جينا تطوريا الذي يميز تكوين ديدانا اسطوانية مفترسة.
 المعتمد على الكثافة 
تعدد الصفات الظاهرية المعتمد على الكثافة السكانية يسمح للنوع إظهار صفات شكلية تعتمد على الكثافة السكانية التي تربى فيها. في الديدان الأفريقية المفترسة من الرتبة Lepidoptera، تمتلك اليرقات إحدى المظهرين: الجماعي أو الفردي. في التجمعات والظروف التجمعية، اليرقات تمتلك أجساما سوداء ذات خطوط صفراء على طول أجسامهم.أما في الظروف الفردية، تمتلك اليرقات أجساما خضراء ذات خطوط بنية على ظهورها. الصفات المظهرية المختلفة تظهر في الطور الثالث وتستمر حتى الطور الأخير.
مرحلة البيات (السكون) في الديدان الأسطوانية:
تحت ظروف معينة مثل التجمعات الكبيرة ودرجات الحرارة المرتفعة، تتطور يرقات L2 للديدان الأسطوانية ذات النوع Caenorhabditis elegans إلى طور كامن بدلا من التطور إلى الطور التكاثري البالغ.هذه اليرقات الكامنة مقاومة للظروف القاسية، لا تتغذى، تعيش لفترات طويلة، تسمح للحيوان العيش في أعنف الظروف. اما بالعودة للظروف المفضلة، فيعيش الحيوان بالطور التكاثري يرقات L3

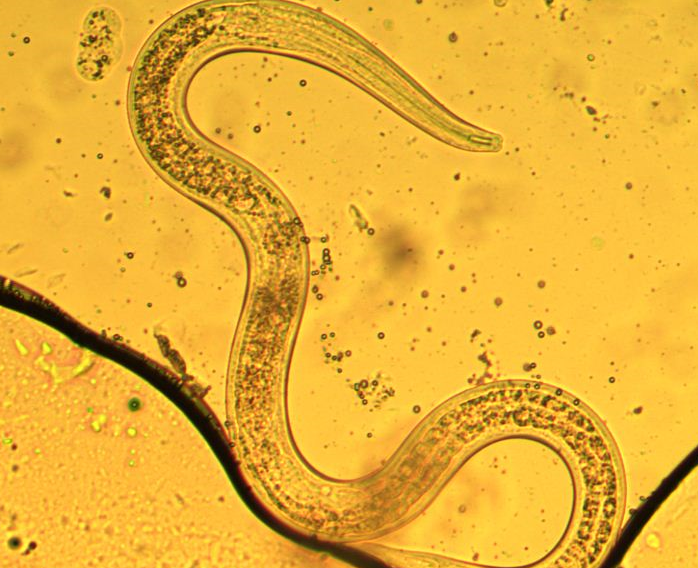
Third stage dauer larva (resting stage) of Phasmarhabditis hermaphrodita

## التطور
الفرضيات التطورية التي فسرت آلية تعدد الصفات الظاهرية:
1- ظهور طفرة جينية في صفة متوارثة
2- توسع تكرار ظهور الصفة في المجتمع وهذا أدى إلى ظهور الاختيار
3- وجود تنوع جيني سابق في جينات أخرى نشأ عنها صفات شكلية جديدة في الصفة الرئيسية.
4- التغيرات في الطرز الشكلية تخضع للاختيار على انها تغيرات في الطرز الجينية حيث تصبح الصفة:
1- مثبتة جينيا (لا تستجيب للظروف لبيئية)
2- متعددة المظاهر (تستجيب للظروف البيئية)
تطور الصفات الشكلية المتعددة الحديثة بهذه الطريقة تم تحديده في المختبر . سوزوكي ونغ آوت استخدما طفرة السوداء في الديدان الخضراء أحادية المظهر من النوع (Manduca sexta) والتي تسبب مظهرا أسودا للدودة.ووجدا أنه إذا تعرضت اليرقة من مجتمع الديدان المطفرة (السوداء) إلى درجة حرارة أكثر من 20 سيليسيوس، فإن جميع اليرقات النهائية في الطور الاخير ستكون سوداء لكن إذا ما تم رفع درجة الحرارة إلى 28 سيليسيوس، فإن لون اليرقات النهائية سيتحول من الاسود إلى الأخضر في الطور الأخير. وعن طريق اختيار اليرقات السوداء (تحت ظروف درجة 20 س) واليرقات الخضراء تحت ظروف درجة 28 س فإنهم أنتجوا سلالة ذات صفات مظهرية متعددة بعد ثلاثة عشر جيل .
هذا يلائم النموذج في الأعلى لأن الطفرة الجديدة (السوداء) تم احتياجها لإظهار التنوع الجيني السابق ليسمح بالاختيار .بالرغم من ذلك، إنتاج سلالات ذات صفات شكلية متعددة كان هو الوحيد الممكن انتاجه لأن الخلفية في التنوع في النوع: بديلين للجين، الأول حساس للحرارة والاخر ثابت، كانا موجودان في الجين نفسه للون الاسود (في مجال إنتاج الصبغات) قبل ظهور الاختيار. البديل الجيني الحساس للحرارة لم يلاحظ من قبل لانه عند درجات الحرارة المرتفعة، يزداد إنتاج الديدان الخضراء التي كانت بالأصل خضراء فاقعة. لكن ادخال الكائنات المطفرة ذات اللون الأسود أدى إلى اظهار التغيرات في الصبغة المعتمدة على درجة الحرارة . بعدها تمكن الباحثون من اختيار اليرقات اليرقات التي تمتلك البديل الجيني الحساس للحرارة وهذا ما ينتج عنه التنوع في الصفات الشكلية.
.